# 東出甫
東出 甫（ひがしで はじめ、1946年9月21日 - 2018年11月12日）は、日本のアナウンサー。本名同じ。

## 人物
北海道出身。1970年に高崎経済大学を卒業後、日本教育テレビ（後のテレビ朝日）にスポーツアナ志望で入社。
最初はニュースなどを担当していたが、後にスポーツアナウンサーに転向。アナウンサー時代はスポーツアナウンサーとして、大相撲ダイジェストやワールドプロレスリング、1984年ロサンゼルスオリンピックのカール・ルイスが優勝し金メダル　を獲得した走幅跳競技などで実況を担当。また、「素顔の記録'86～熊田康則編」と「素顔の記録～杉本公雄編」ではナレーションも担当。テレビ朝日を定年退職後、社友会入会として、ゴルフ部会を担当していた。
2018年11月12日、72歳没。